# Crosstriatlon van Vlaanderen 2018
De Crosstriatlon van Vlaanderen 2018 was de eerste editie van de crosstriatlon die deel uitmaakte van de zevende Triatlon van Vlaanderen in het Belgische Oudenaarde. 
Deze editie vond plaats op 8 juli 2018 en fungeerde tevens als BK crosstriatlon. Onder meer de beklimming van de koppenberg behoorde tot het parcours.

## Resultaten
| Heren  | Heren              | Heren   | Heren |
| Plaats | Atleet             | Tijd    |       |
| ------ | ------------------ | ------- | ----- |
| 1      | Yeray Luxem        | 2:12:25 |       |
| 2      | Wouter Vander Mast | 2:16:11 |       |
| 3      | Matthias Allegaert | 2:17:15 |       |
| 4      | Tim Van Daele      | 2:19:42 |       |
| 5      | Victor Debil-Caux  | 2:24:36 |       |
| 6      | Paul Embrechts     | 2:25:38 |       |
| 7      | Kevin Van Hoovels  | 2:25:55 |       |
| 8      | Dieter Boeye       | 2:26:33 |       |
| 9      | Lorenz Claeys      | 2:27:31 |       |
| 10     | Michael Dewilde    | 2:28:08 |       |

| Dames  | Dames                  | Dames   | Dames |
| Plaats | Atleet                 | Tijd    |       |
| ------ | ---------------------- | ------- | ----- |
| 1      | Ine Couckuyt           | 2:33:17 |       |
| 2      | Joke Coysman           | 2:45:08 |       |
| 3      | Valérie Vincent        | 3:06:44 |       |
| 4      | Emilie Tack            | 3:07:09 |       |
| 5      | Nancy Vanfleteren      | 3:19:39 |       |
| 6      | Helen Depypers         | 3:19:45 |       |
| 7      | Jana Bekaert           | 3:25:54 |       |
| 8      | Celine Van Nieuwenhove | 3:25:54 |       |
| 9      | Ingeborg Vandewalle    | 3:39:21 |       |
| 10     | Emilie Vandevoorde     | 3:39:21 |       |

2012 · 2017 · 2018